# ボルドーの戦い (1938 FIFAワールドカップ)
ボルドーの戦いとは、1938 FIFAワールドカップの準々決勝で行われたブラジル対チェコスロバキアの試合の通称。主審のパール・フォン・ヘルツカの怠惰な態度や判定などが影響し、荒れた試合となった。

## 概要
試合はフランス、ボルドーのスタッド・シャバン＝デルマスで行われた。試合はブラジルが先制したあと、チェコスロバキアがペナルティーキックを獲得し同点に追いつきそのまま終了した。
この試合が有名となったのはワールドカップ史上初となる3人の退場劇である。ブラジル側で2人、チェコスロバキア側で1人が退場となったが、主審のパール・フォン・ヘルツカのジャッジは終始正確性を欠いており、ブラジルとチェコスロバキアの選手間のファウルの応酬にも注意することは少なかった。その影響で、チェコスロバキアの主力フランティシェク・プラーニチカとオルドリッヒ・ネイエドリーはそれぞれ右腕と右足を負傷した（後に骨折と判明）。さらにヨセフ・コシュチャーレクも胃を負傷した。一方のブラジルも3人の負傷者を出した。
2日後に再試合が行われ、大黒柱の二人を欠いたチェコスロバキアは先制はするもののブラジルのエース、レオニダスのゴールなどもあり2-1で逆転負けを喫した。

## 試合
| ブラジル        | 1–1 (延長) | チェコスロバキア         |
| --------------- | ---------- | ------------------------ |
| レオニダス 30分 | レポート   | ネイエドリー 65分 (pen.) |

| GK         |  | ヴァウテル       |      |
| DF         |  | ドミンゴス       |      |
| DF         |  | マシャード       |      |
| MF         |  | アフォンジーニョ |      |
| MF         |  | マルチン (c)     | 89分 |
| MF         |  | ゼゼ・プロコピオ | 14分 |
| FW         |  | ミランダ         |      |
| FW         |  | レオニダス       |      |
| FW         |  | ロペス           |      |
| FW         |  | ペラシオ         |      |
| FW         |  | ロメウ           |      |
| 監督:      |  |                  |      |
| アデマール |  |                  |      |

| GK                 |  | フランティシェク・プラーニチカ (c) |      |
| DF                 |  | フェルディナント・ダウチーク       |      |
| DF                 |  | ヤロスラフ・ブルグル               |      |
| MF                 |  | ヤロスラフ・ボウチェク             |      |
| MF                 |  | ヨセフ・コシュチャーレク           |      |
| MF                 |  | ヴラスティミル・コペツキー         |      |
| FW                 |  | アントニーン・プチ                 |      |
| FW                 |  | ヤン・リーハ                       | 89分 |
| FW                 |  | ヨセフ・ルドル                     |      |
| FW                 |  | ラディスラフ・シムーネク           |      |
| FW                 |  | オルドリッヒ・ネイエドリー         |      |
| 監督:              |  |                                    |      |
| ヨセフ・マイスネル |  |                                    |      |

| 副審: ジュゼッペ・スカルピ シャルル・デ・ラ・サール |

### 再試合
| ブラジル                        | 2–1      | チェコスロバキア |
| ------------------------------- | -------- | ---------------- |
| レオニダス 57分 · ロベルト 62分 | レポート | コペツキー 25分  |